# 머투슈커 실베스테르
머투슈커 실베스테르(헝가리어: Matuska Szilveszter, 1892년 1월 29일 ~ ?)는 헝가리 태생의 범죄자이다.
고등학교 졸업한 후, 기업을 운영하고 있었다. 그러나 1931년 9월 13일에 그는 비어토르바지(Biatorbágy) 기차 다리를 폭파시켰고, 이러한 테러로 인해 기차는 승객들 중 22명이 사망했고 17명이 부상을 입었다. 경찰은 폭탄과 그가 쓴 편지를 찾았다. 그의 편지로 공산주의 운동가들은 용의자가 되었다. 머투슈커 실베스테르가 종신형을 받았고 바츠(Vác)에 위치한 감옥에 도착했다. 1944년에 소련의 침공이 있던 동안에 교도관이 감옥을 떠났고 머투슈커 실베스테르는 사라져 버렸다. 사람들은 마지막으로 고향 천터베르(Csantavér)에서 봤다고 증언했지만 현재까지 그의 행방은 알려져 있지 않다.